# Battaglia di Dayr al-Jathaliq
La battaglia di Dayr al-Jathālīq (in arabo ﻣﻌﺮﻛـة ﺩﻳﺮ ﺍﻟﺠﺜﺎﻟﻴﻖ‎?), o battaglia di Maskin, fu una battaglia che, nell'ottobre-novembre del 691, contrappose a sud di Sāmarrāʾ le forze militari del Califfo omayyade ʿAbd al-Malik b. Marwān a quelle dell'anti-califfo della Mecca, ʿAbd Allāh b. al-Zubayr, comandate queste ultime da suo fratello Muṣʿab, mentre quelle omayyadi erano guidate da al-Ḥajjāj b. Yūsuf.
La netta vittoria omayyade aprì pochi mesi dopo le porte allo scontro decisivo alla Mecca, in cui ʿAbd Allāh sarà sconfitto e ucciso.